# Сатклифф, Питер
Пи́тер Уи́льям Са́тклифф (англ. Peter William Sutcliffe; 2 июня 1946, Бингли (Йоркшир), Уэст-Йоркшир — 13 ноября 2020, Дарем, Дарем) — британский серийный убийца, известный как «Йоркширский потрошитель».

## Биография
Питер Уильям Сатклифф родился 2 июня 1946 года в английском графстве Йоркшир. Питер родился раньше срока, был недоношенным и очень слабым ребёнком. Несмотря на высокую смертность среди детей в то время, ребёнок всё же выжил. Потом в семье Сатклифф родились ещё пять детей, но мать всегда уделяла больше внимания Питеру, потакая всем его прихотям. Мальчик рос абсолютно спокойным и неконфликтным: никогда не спорил, не отстаивал своё мнение, даже если был прав. Юный Питер не был дружен со сверстниками и не был способен дать отпор, мальчика начали травить. Юноша почти две недели не посещал школу и ничего не говорил дома, но вскоре ему всё же пришлось вернуться за парту.
Отец заставил Питера заняться бодибилдингом после того, как узнал о нападках на сына. Из школы Питер ушёл при первой же возможности, как только ему исполнилось 15 лет. Отец устроил его на фабрику, где работал сам, учеником токаря. Питер постоянно опаздывал на работу, пытался уйти раньше времени, а через десять месяцев вообще бросил всё и уволился. После он устроился могильщиком на кладбище. Новая работа Питеру очень понравилась, он проработал там более трёх лет, потом, по настоянию отца, перешёл на работу в мастерскую по ремонту автомобилей, где проработал всего год и сразу же вернулся обратно на кладбище. Он полюбил машины, стал более уверенным в себе, купил мотоцикл. В возрасте 21 года Питер встретил свою будущую супругу.
Он женился на девушке по имени Соня Шурма 10 августа 1974 года, в день её рождения (ей исполнилось 24 года). У девушки были проблемы с психикой, она страдала шизофренией, но Питера это не волновало. В связи с заболеванием девушка не могла получить престижную работу, работала сиделкой в больнице Лидса. Примерно раз в неделю, по ночам, ей приходилось бывать на дежурстве — в это же время Питер Сатклифф совершал убийства. Все остальные дни и ночи он оставался дома, а когда уезжал или выходил из дома, обязательно звонил жене из телефонных будок в больницу и говорил, что находился дома, чем обеспечивал себе алиби.

## Убийства
Первой жертвой Сатклиффа стала 28-летняя проститутка и мать четверых детей Виломена Маккен. В этой сфере она работала ещё с 14-летнего возраста. В ночь с 29 на 30 октября 1975 года девушка находилась на работе, но утром она не вернулась домой; её 9-летняя дочь пошла к соседям, те в свою очередь вызвали полицию. Тело Маккен было найдено в ста метрах от её дома.
Анализ экспертов показал, что Виломена Маккен была оглушена ударом в голову. Чем конкретно в этот момент пользовался убийца, не выяснили, но определили, что это был некий тяжёлый объект или орудие. Потом преступник взялся за нож и зарезал 28-летнюю Виломену. После убийства Питер спустил с жертвы брюки и трусы: было установлено, что убийца был некрофилом (мастурбировал на мёртвое тело).
В течение следующих 5 лет Питер Сатклифф убил ещё 12 женщин в Йоркшире, за что его прозвали «Йоркширским потрошителем».
Серийный убийца был пойман и арестован 2 января 1981 года за небольшое правонарушение. Правоохранительные органы обратили внимание на улики, указывающие на то, что Питер и был убийцей. Прежде его допрашивали девять раз, но каждый раз он избегал ареста и продолжал убивать. 34-летний Питер Уильям Сатклифф сознался во всех своих преступлениях, после чего был заключён под стражу. Сатклифф уродовал тела своих жертв молотком, отверткой и ножом, но сам он полагал, что выполняет божественную миссию, избавляя мир от проституток (хотя проституцией занимались далеко не все его жертвы).

## Суд и заключение
На суде Сатклифф пытался изобразить из себя сумасшедшего: рассказывал о «божественных голосах» в его сознании, приказывающих ему убивать проституток. После исследования убийца был признан вменяемым и 22 мая 1981 года приговорён к пожизненному лишению свободы.
Находился в тюрьме «Паркхёрст» с 1981 по 1984 год. За всё время заключения Сатклифф трижды (в 1983, 1997 и 2007 годах) подвергался нападению со стороны других заключенных. В 1997 в результате нападения был полностью ослеплён на левый глаз. В 2001 году врач, который лечил маньяка, заявил, что тот уже не представляет угрозы для общества. В 2013 году Питер объявил, что намерен написать автобиографию, в которой изложит правду о себе и опубликует полный список нападений. За книгу он рассчитывал выручить 500 тысяч фунтов стерлингов.
Сатклифф был переведён из тюрьмы в психиатрическую больницу строгого режима в марте 1984 года после того, как ему поставили диагноз параноидной шизофрении. Высокий суд отклонил апелляцию 64-летнего Питера Сатклиффа в 2010 году, подтвердив, что он будет отбывать пожизненный приговор и никогда не будет освобождён из-под стражи. В августе 2016 года было вынесено постановление о том, что Сатклифф психически здоров, чтобы быть возвращённым в тюрьму; в том же месяце он был переведён в тюрьму Его Величества Франклин в Дареме.
В конце октября 2020 года страдающий сахарным диабетом Питер Уильям Сатклифф был госпитализирован в тюремную больницу с подозрением на сердечный приступ, вскоре у него был диагностирован COVID-19. Скончался серийный убийца 13 ноября 2020 года в университетской больнице Дарема от пневмонии, вызванной коронавирусной инфекцией, в возрасте 74 лет, проведя в заключении более 39 лет.

## В искусстве
- Сериал «Длинная тень»
- Песня «Night Shift» группы Siouxsie and the Banshees
- Телесериал «Йоркширский потрошитель»